# 조진영
조진영(1974년 11월 11일 ~ )은 대한민국의 방송인, 전 아나운서이다.

## 학력
- 덕성여자대학교 철학과 및 영문과 부전공 학사

## 경력
- 1998년 iTV 경인방송 아나운서
- 2007년 OBS경인TV 아나운서

## 방송 진행

### TV
- 1999년 iTV 《무비쇼 영화가 좋다》
- 2001년 iTV 《iTV 수도권뉴스》
- 2004년 iTV 《생방송 아이포유 5시》
- 2004년 iTV 《iTV 뉴스10》 평일 진행
- 2010년 OBS 《건강버라이어티 올리브》

### 라디오
- 2003년 iTV iFM 《조진영의 씨네타임》
- 2004년 iTV iFM 《조진영의 음악이야기》